# L'Artiste
L'Artiste és un setmanari il·lustrat francès publicat de 1831 a 1904, conegut per haver publicat gravats i escriptors de qualitat.

## Història de suport
Amb aquest títol es va posar en marxa la revista L'Artiste, journal de la littérature et des beax-arts el 6 de febrer de 1831 per Achille Ricourt, pintor de Lilla, gran amant del teatre i proper a Honoré de Balzac. El finançament d'aquesta primera fórmula va ser aportat per Aimé-Joseph Brame (1796-?), també natural de Lilla, i reconegut comerciant, pare del marxant d'art Héctor Brame (1831-1899), futur soci de Paul Durand-Ruel.
Les belles arts i la literatura hi han tingut sempre un lloc destacat, amb preferència pels primers fins al 1859, quan el periòdic esdevé més literari, abans de tornar durant l'últim període als artistes visuals.
Dirigit successivament després de Ricourt, per Hippolyte Delaunay, molt breument, després per Arsène Houssaye, que el va comprar el 1843, va absorbir posteriorment la Revue de Paris el 1845. L'editor parisenc d'aquella època era Ferdinand Sartorius (17 quai Malaquais) i la paginació era de 16 pàgines per número.
Tan bon punt es fa càrrec, Houssaye va voler transformar aquesta revista que dirigia en un «museu del gravat», per «donar a conèixer les successives riqueses de museus i col·leccions privades, a França i a l'estranger». Entre 1853 i 1857, la revista va ser dirigida pel germà d'Arsène, Édouard Houssaye, al costat de Xavier Aubryet.
Aquesta revisió promou plomes de prestigi, començant per Balzac: el conte le Chef-d'oeuvre inconnu s'hi publica dues vegades sota els títols Maître Frenhofer, l'agost de 1831, i Catherine Lescault, conte fantastique, el mateix any. Aleshores, Le Colonel Chabert s'hi va publicar l'any següent sota el títol La Transaction, així com la primera de les cinc parts d'Autre étude de femme, el març de 1842.
L'artista també publica articles de Gérard de Nerval, Théophile Gautier (que va ser redactor en cap de 1856 a 1859), Jules Janin, Étienne Eggis, Théodore de Banville, Henri Murger, Charles Monselet, Champfleury, Charles Baudelaire, Joseph Méry, Eugène Sue, Alphonse Esquiros, Hector de Callias i Félix Mornand, entre d'altres.
El 1881, va ser Jean Alboize qui va comprar la revista a Arsène Houssaye, i va fer un nou gir cap a les belles arts; el subtítol es converteix primer en «histoire de l'art contemporain» després en «revue de l'art contemporain». L'any 1892, Alboize també va llançar una publicació trimestral titulada Les Peintres-lithographes - Album de l'Artiste, formada per deu litografies originals i inèdites. Aquest àlbum és degut a la iniciativa de Léonce Bénédite i Henri Patrice Dillon. L'any 1898 es va llançar l'última sèrie: algunes impressions s'ofereixen com a bonificació als subscriptors.
Els col·laboradors més habituals durant aquest període són Jules Chéret, Roger Marx i Louis Morin.
Alboize, que va ser conservador del museu de Fontainebleau des de 1901, va morir el març de 1904, i la revista es va aturar definitivament després d'un darrer número de desembre d'aquell any.
Pierre Sanchez i Xavier Seydoux van publicar l'any 2000 un directori de gravats complet publicat per L'Artiste.

## Exemples d'impressions publicades
En total, es van publicar en aquesta revista 3.952 làmines -incloses 836 d'un pintor- incloent xilografies, aiguaforts o litografies, executades per 889 gravadors diferents. La primera impressió lliurada el 6 de febrer de 1831 és una litografia signada per Achille Devéria titulada Diplomatie (Imprimerie Delaunois, París).

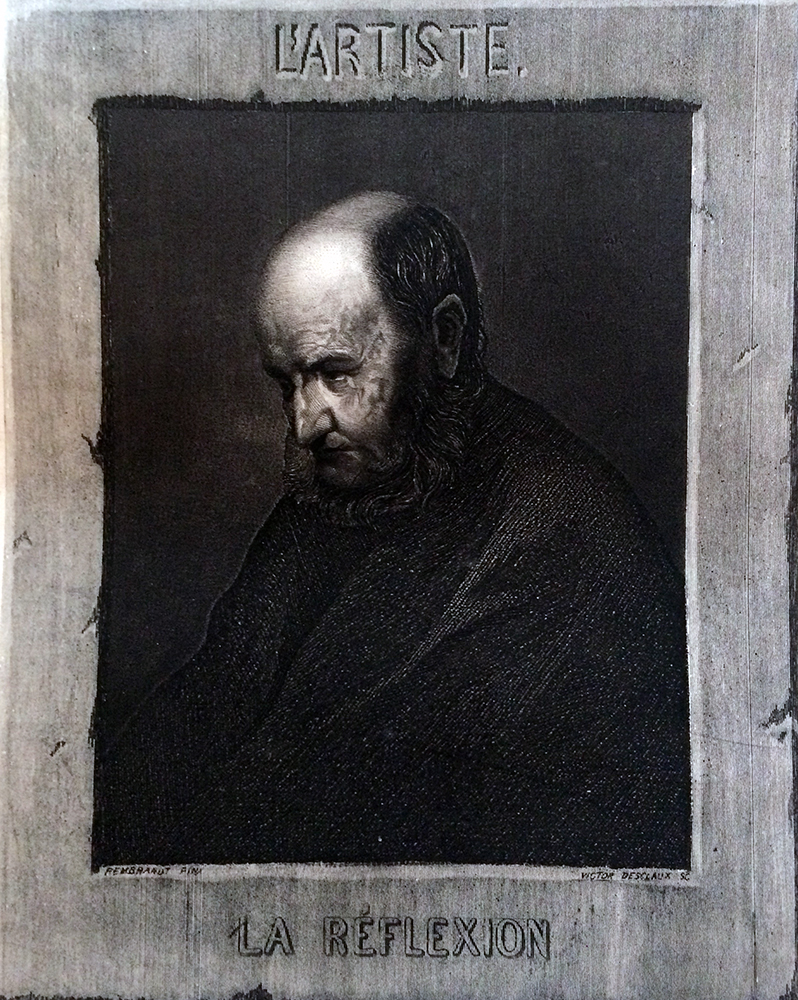
La Réflexion, gravat de Théophile Victor Desclaux (1841) basat en Rembrandt
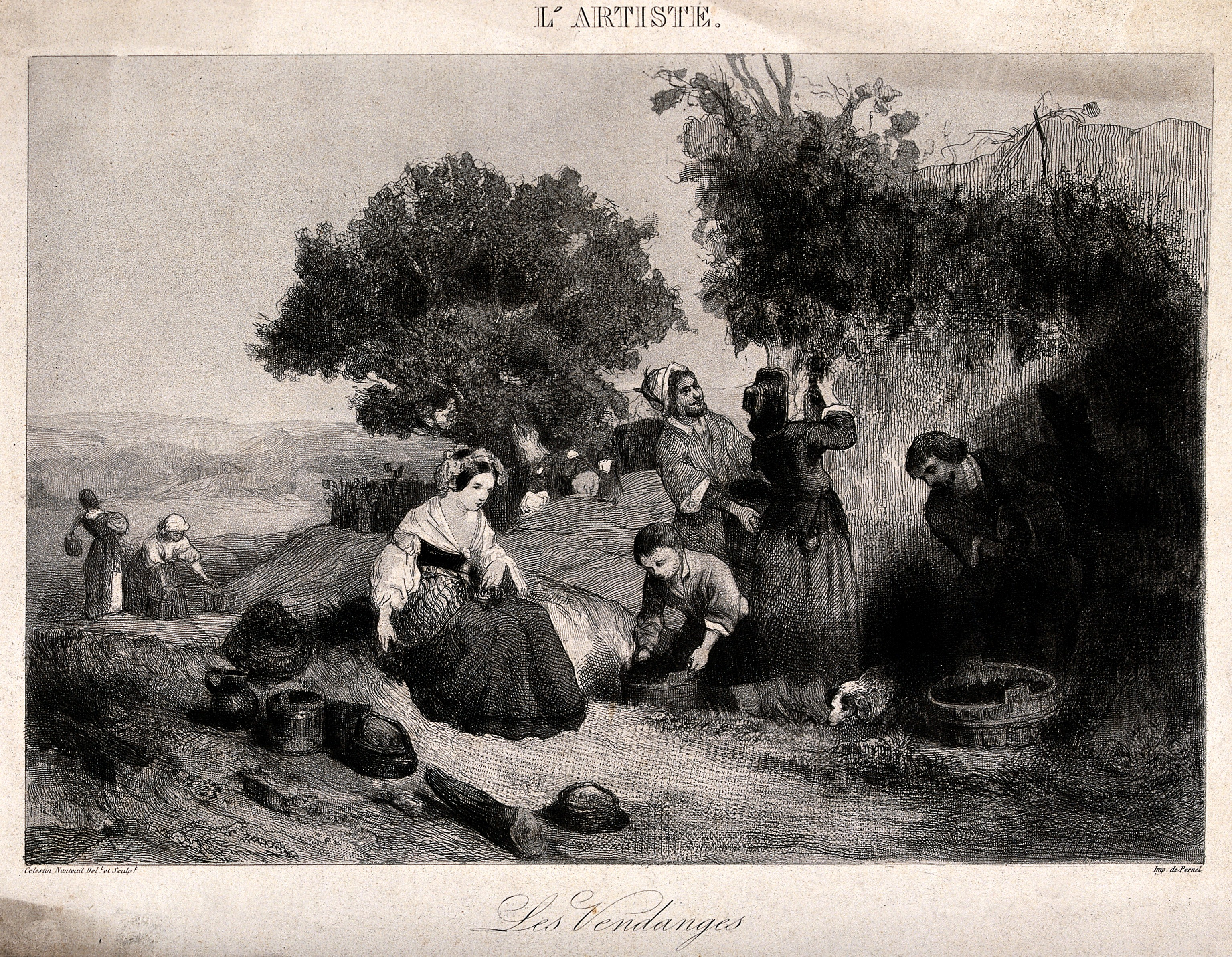
Les vendeanges de Célestin Nanteuil (Wellcome Trust)
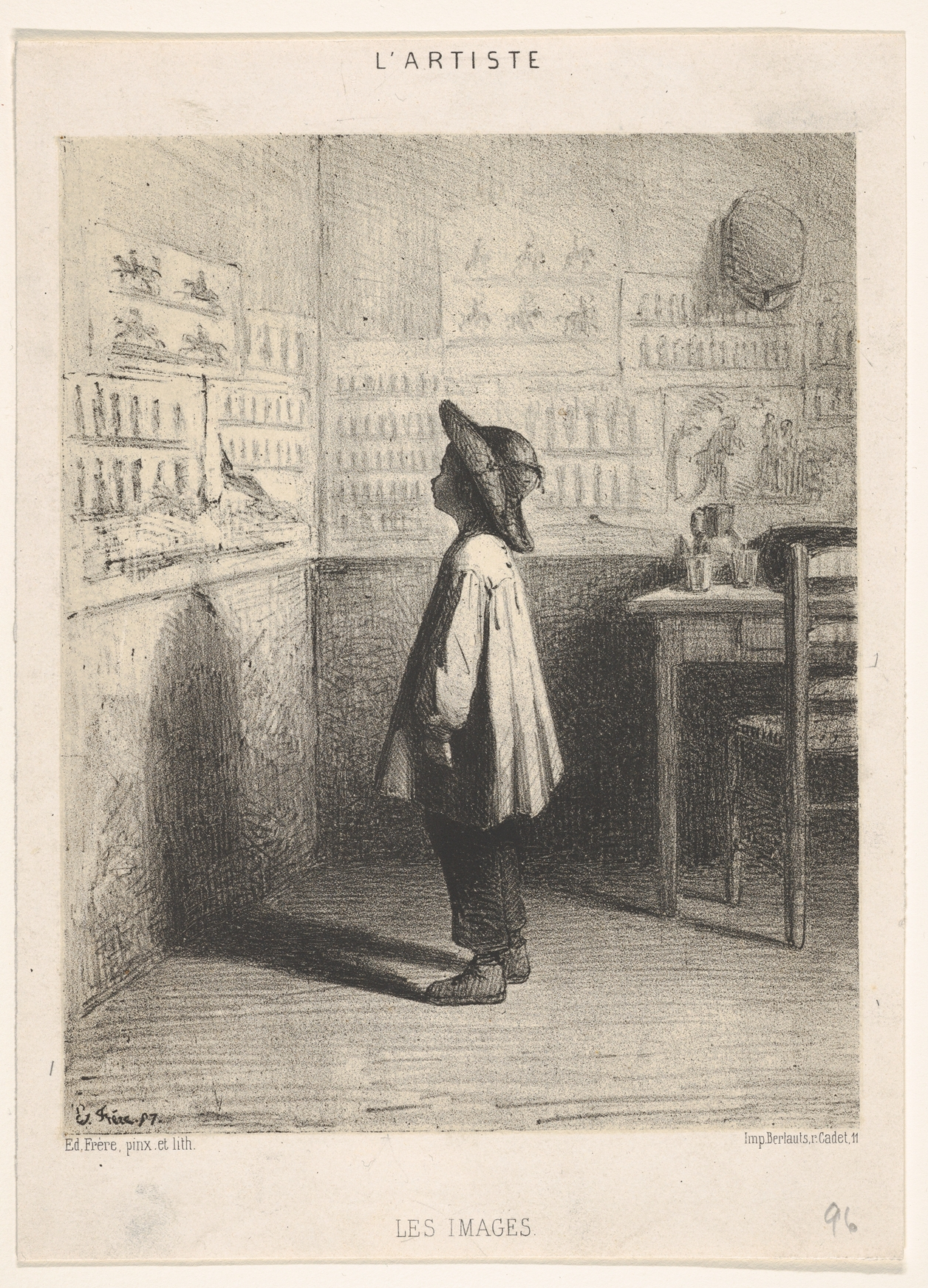
Les Images, litografia de Pierre-Édouard Frère (1858)
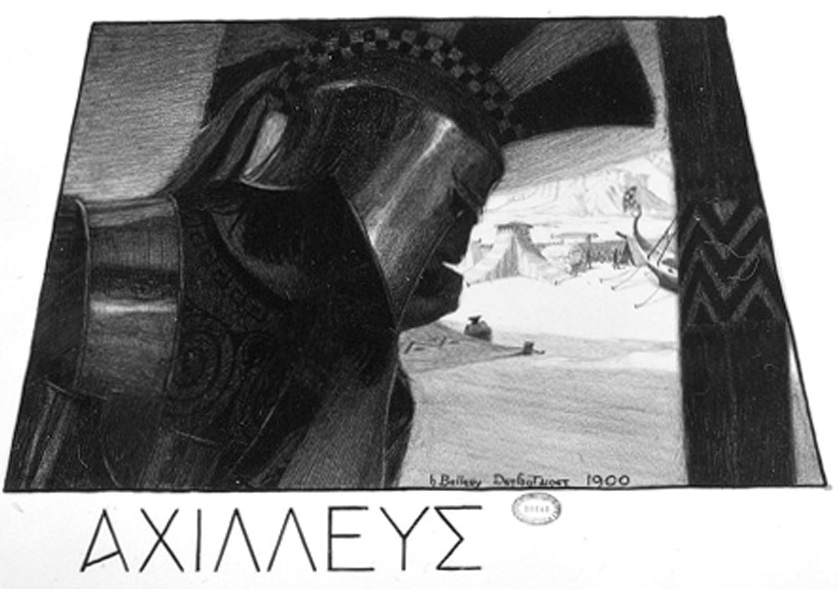
Achille, litografia d'Henri Bellery-Desfontaines (1900)